# Maris Lauri
Maris Lauri (ur. 1 stycznia 1966 w Kiviõli) – estońska ekonomistka i polityk, w latach 2014–2015 minister finansów, w 2016 minister edukacji i badań naukowych, od 2021 do 2022 minister sprawiedliwości.

## Życiorys
Absolwentka szkoły średniej w Kohtla-Järve, następnie w 1989 ukończyła studia z zakresu informatyki ekonomicznej na Uniwersytecie w Tartu. W 1994 na tej samej uczelni uzyskała magisterium. Pracowała jako nauczyciel akademicki m.in. na Uniwersytecie w Tartu i na Uniwersytecie Technicznym w Tallinnie. Od 1994 do 2011 związana równocześnie z sektorem bankowym jako analityk ekonomiczny m.in. w Banku Estonii (1994–1996) i Swedbanku (1998–2011).
Zaangażowała się w działalność polityczną w ramach Estońskiej Partii Reform. Od kwietnia 2014 była doradcą ds. gospodarczych premiera Taaviego Rõivasa. 3 listopada tego samego roku objęła stanowisko ministra finansów w kierowanym przez niego gabinecie. W wyborach w 2015 uzyskała mandat posłanki do Zgromadzenia Państwowego XIII kadencji. 9 kwietnia 2015 zakończyła urzędowanie jako minister.
12 września 2016 powróciła w skład administracji rządowej, obejmując w drugim rządzie Taaviego Rõivasa stanowisko ministra edukacji i badań naukowych. Zakończyła pełnienie tej funkcji wraz z całym gabinetem 23 listopada 2016. W 2019 i 2023 była wybierana do estońskiego parlamentu kolejnych kadencji.
26 stycznia 2021 objęła stanowisko ministra sprawiedliwości w powołanym wówczas gabinecie Kai Kallas. Funkcję tę pełniła do 18 lipca 2022.

## Odznaczenia
- Order Gwiazdy Białej V klasy (2008)[7]